# Этаноламин
Этано̀лами́н HO-CH2CH2-NH2 (глицино́л, 2-аминоэтано́л, тривиальное название коламин) — органическое вещество класса аминоспиртов, является первичным амином и первичным спиртом. Также называется моноэтаноламином для отличия от диэтаноламина (NH(CH2CH2OH)2) и триэтаноламина (N(CH2CH2OH)3).

## Физические свойства
Вязкая маслянистая жидкость с температурой кипения 170 °C. Имеет слабый аминный запах. Смешивается с водой во всех отношениях. Хорошо растворим в этаноле, бензоле, хлороформе.

## Получение
В промышленности синтез этаноламина проводится присоединением аммиака к этиленоксиду в присутствии небольшого количества воды. Процесс осуществляют в одну стадию при температуре 90—130 °С и давлении 7—10 МПа.
Наряду с моноэтаноламином при этом получаются диэтаноламин и триэтаноламин. При соотношении этиленоксид/аммиак (1:15) в продуктах реакции содержится 78,3 % моно-, 16 % ди- и 4,4 % триэтаноламинов. Этиленоксид в реакции реагирует нацело.
Соотношение этаноламинов в смеси регулируют концентрацией NH3, температурой процесса и повторным направлением в реакцию одного или двух этаноламинов.
Образующуюся смесь этаноламинов, Н2О и NH3 разделяют ректификацией, при этом аммиак в сжиженном виде повторно направляют в реактор.
{\displaystyle {\mathsf {(CH_{2})_{2}O+NH_{3}\rightarrow HOCH_{2}CH_{2}NH_{2}}}}
{\displaystyle {\mathsf {HOCH_{2}CH_{2}NH_{2}+(CH_{2})_{2}O\rightarrow (HOCH_{2}CH_{2})_{2}NH+(HOCH_{2}CH_{2})_{3}N}}.}
В лаборатории этаноламин получают действием аммиака на этиленхлоргидрин (2-хлорэтанол):
{\displaystyle {\mathsf {HOCH_{2}CH_{2}Cl+NH_{3}\rightarrow HOCH_{2}CH_{2}NH_{2}+HCl}}.}

## Химические свойства
Этаноламин — слабое основание (pKa=9.50). С минеральными и сильными органическими кислотами образует соли.
При взаимодействии со сложными эфирами и карбоновыми кислотами или их ангидридами и хлорангидридами моноэтаноламин превращается в соответствующие N-(2-гидрооксиэтил)амиды кислот:
{\displaystyle {\mathsf {HOCH_{2}CH_{2}NH_{2}+RCOCl\rightarrow HOCH_{2}CH_{2}NHCOR+HCl}}.}
Моноэтаноламин с альдегидами (за исключением формальдегида) и кетонами даёт основания Шиффа, последние обычно находятся в равновесии с изомерными оксазолидинами:
При взаимодействии солей моноэтаноламина с KCN или NaCN и альдегидами и кетонами образуются N-(гидроксиэтил)аминонитрилы:
{\displaystyle {\mathsf {HOCH_{2}CH_{2}NH_{2}*HCl+KCN+RCHO\rightarrow HOCH_{2}CH_{2}NHCH(CN)R}}.}
Моноэтаноламин при реакции с CS2 образует N-(2-гидроксиэтил)дитиокарбаминовую кислоту, которая при нагревании даёт меркаптотиазолин:
При нагревании с мочевиной образуется этиленмочевина:
С γ-бутиролактоном — N-(2-гидроксиэтил)пирролидон, который далее превращается в N-винилпирролидон:
Аммонолиз моноэтаноламина в присутствии Н2 и катализаторов гидрирования (Ni или Cu) приводит к образованию этилендиамину:
{\displaystyle {\mathsf {HOCH_{2}CH_{2}NH_{2}+NH_{3}\rightarrow H_{2}NCH_{2}CH_{2}NH_{2}+H_{2}O}}.}

## Биологическая роль
Этаноламин всегда присутствует в незначительном количестве в организме человека и животных при полноценном белковом питании. В организме он образуется при декарбоксилировании аминокислоты серина. Дальнейшие пути превращений связаны либо с синтезом одного из фосфатидов — кефалина, являющегося фосфатидилэтаноламином, либо с превращением этаноламина в холин.

## Применение
Водные растворы этаноламина обладают щелочной реакцией и хорошо поглощают кислые газы (диоксид углерода, диоксид серы, сероводород, а также газообразные и летучие тиолы). При нагреве раствора поглощённые газы выделяются, регенерированный раствор повторно направляют для поглощения. Благодаря обратимости растворы этаноламина широко используются в качестве абсорбента в различных процессах газоочистки (например, удаление примесей сероводорода, углекислого газа и тиолов в нефтегазовой и нефтехимической промышленности) и для разделения газов (в частности, абсорбция углекислого газа из смеси газов при производстве водорода конверсией метана).
Применяется в средствах для окраски волос в качестве заменителя раствора аммиака.
Этаноламин также является исходным веществом в промышленном синтезе таурина.

## Безопасность
Моноэтаноламин обладает общетоксическим действием. В соответствии с ГОСТ 12.1.005-76 моноэтаноламин отнесён к токсичным высокоопасным химическим веществам по степени воздействия на организм, 2-го класса опасности. В высоких концентрациях может раздражать кожу и слизистые оболочки. 
Летальная доза (ЛД50 100-149 мг/кг (для белых мышей, перорально).
При остром отравлении возникает раздражение слизистых оболочек, урежение дыхания, двигательное возбуждение, судороги. У белых крыс, вдыхавших воздух с концентрацией моноэтаноламина 0,2—0,4 мг/л по 5 часов ежедневно в течение 6 месяцев наблюдались изменения функционального состояния центральной нервной системы и функций печени, незначительная анемия и ретикулоцитоз, повышенный диурез и белок в моче.
Крысы, подвергавшиеся практически непрерывному отравлению в течение 30 суток при концентрации 0,164 мг/л, погибали через 14—24 суток, но выживали в тех же условиях в течение 90 дней при концентрации 0,029 мг/л. Морские свинки при непрерывном вдыхании 0,184 мг/л погибали между 10 и 28 днём. Концентрация 0,037 мг/л переносилась в течение 90 суток, а 0,12 мг/л вызывала лишь слабые признаки отравления. Собаки пережили в течение 30 дней вдыхание 0,25 мг/л и 0,015 мг/л в течение 60 дней.
Санитарная норма по ПДК в воздухе рабочей зоны - 1 мг/м3 (рекомендуемая).